# صادق الزرفاني
صادق الزرفاني (بالفارسية: صادق ژرفانی) هو كرة قدم إيراني يلعب في خط الوسط لصالح نادي استقلال الأهواز في دوري المحترفين الإيراني.

## روابط خارجية
صادق الزرفاني على موقع قاعدة بيانات كرة القدم.إي يو (الإنجليزية)